# 埃尔吉胡埃拉德休达德罗德里戈
埃尔吉胡埃拉德休达德罗德里戈，是西班牙卡斯蒂利亚-莱昂萨拉曼卡省的一个市镇。 总面积23平方公里，总人口127人（2001年），人口密度6人/平方公里。